# Cat Deeley
Catherine Elizabeth Deeley, detta Cat (Birmingham, 23 ottobre 1976), è una conduttrice televisiva, attrice e modella inglese.
Dal 1998 al 2002 ha presentato il programma televisivo per bambini inglese Saturday Morning Television Live, conosciuto come SMTV Live, fino al 2001 insieme al duo formato da Anthony "Ant" McPartlin e Declan "Dec" Donnelly, meglio noto come Ant & Dec. Dal 2004 al 2006 ha condotto il talent show Stars in Their Eyes, mentre dal 2006 presenta il reality show statunitense So You Think You Can Dance, in onda sulla Fox.
Dal 2006 è anche testimonial televisiva negli spot Pantene nel Regno Unito.

## Biografia
Nata il 23 ottobre 1976 a Sutton Coldfield, area urbana di Birmingham, ha frequentato la Grove Vale Junior School e successivamente la Dartmouth High School, dove è stata membro della Sandwell Youth Concert Band, suonando il clarinetto. In seguito si è diplomata alla Bishop Vesey's Grammar School.
All'età di 14 anni, dopo aver partecipato al programma televisivo locale di moda The Clothes Show, curato dalla BBC, ha firmato un contratto con la Storm Model Agency, assumendo il nickname "Cat".

## Carriera
All'età di 18 anni diventa modella a tempo pieno. Nel 1997 firma un contratto con MTV, presentando le classifiche musicali generalmente con Edith Bowman. Dal 1998 al 2002 ha condotto il programma televisivo per bambini SMTV Live sulla rete ITV, con il duo Ant & Dec, e i suoi programmi spin-off CD:UK e CD:UK Hotshots. Nel 2011 vince un British Academy Children's Awards e appare in un episodio della sitcom della BBC Happiness. Dal 2002 al 2004 appare in uno spot della Marks & Spencer e conduce i programmi The Record of the Year, Fame Academy, i BRIT Awards 2004 e il talent show Stars in Their Eyes, oltre a un programma settimanale radiofonico su Capital Radio e il programma Roadtripping su BBC Choice, entrambi co-presentati con Edith Bowman.
Nel 2005 appare in un episodio di Little Britain, dove interpreta se stessa, e doppia il personaggio di Loretta Geargrinder nella versione britannica del film d'animazione Robots. Nel 2006 conduce la seconda edizione del reality show statunitense So You Think You Can Dance, rimpiazzando Lauren Sánchez, in pausa maternità. Nello stesso anno intervista Kylie Minogue per uno speciale televisivo e inizia a collaborare con il Tonight Show della NBC. Nel 2006 e nel 2007 ha presentato lo speciale della Fox per la vigilia di Capodanno da Times Square. Nel 2007 presenta la messa in onda di American Idol nel Regno Unito ed è testimonial televisiva di Garnier. Inoltre è una dei numerosi presentatori al concerto in onore a Lady Diana e presenta il programma musicale della ITV Soundtrack To My Life. Nel frattempo è confermata alla guida di So You Think You Can Dance, che condurrà anche negli anni successivi. Dopo varie apparizioni televisive minori nel Regno Unito, dal gennaio 2010 conduce anche la versione britannica di So You Think You Can Dance. Tra il 2011 e il 2012 è guest star nella serie televisive A tutto ritmo, Life's Too Short e House of Lies, nell'estate 2012 ha presentato il game show The Choice.
Nel 2009 è stata nominata ambasciatrice UNICEF per il Regno Unito.